# باشگاه فوتبال تابی
باشگاه فوتبال تابی یک باشگاه فوتبال سوئدی در تابی است که در پاییز ۲۰۱۲ پس از ادغام دو باشگاه Täby IS و IFK Täby تأسیس شد. این تیم از فصل ۲۰۲۰ در لیگ ۱ ، نورا (سطح سوم فوتبال سوئد) بازی می‌کند.

## تاریخچه
باشگاه فوتبال تابی در پاییز ۲۰۱۲ پس از ادغام Täby IS و IFK Täby تأسیس شد. تیم مردان در سال ۲۰۱۹ قهرمان بخش ۲ نورا سویالند شد و برای اولین بار به دسته ۱ صعود کرد.